# 사회 집단의 유형
사회과학에서 사회 집단의 유형은 사회 조직을 정의하는 다양한 집단역학에 기반을 둔 사회집단 내에서 식별되는 관계의 분류를 가리킨다.

## 소속집단
소속집단(membership group)은 어떤 개인이 그 성원의 한 사람이라는 것을 자타가 다같이 인정하는 집단이다.

## 준거집단
준거집단(reference group)은 개인이 행동을 함에 있어 그 행동 방향에 결정적인 영향력을 갖는 집단규범을 갖춘 집단, 즉 개인이 판단을 내릴 수 없는 문제에 부딪혔을 경우 참고로 하여 그 판단의 근거로 삼는 가치기준 또는 이데올로기나 행동원리 같은 것을 갖춘 집단이다. 가령 어떤 개인이 투표를 함에 있어서 모신 문의 의견에 따르는 경우 그 신문을 발행하는 신문사는 그 개인에게 있어 준거집단이 된다.
준거집단에는 두 가지 기능이 있다. 하나는 규범적 기능으로 개인이 집단이나 사회에서 용인되고 평가되는 행동을 하려 할 때 그 행동의 기준을 제공하는 기능이다.
또 하나는 비교적 기능으로 개인이 자기의 지위를 판정(判定)함에 있어 그 비교의 기준을 제공하는 기능이다. 가령 어떤 인간이 자기의 준거집단을 어느 층에 두는가에 따라 현재의 환경에 대한 만족 또는 불만이 생기지만 이럴 때 준거집단이 비교적 기능을 발동하고 있다고 말할 수 있다. 준거집단이라는 개념은 비교적 새로운 집단개념이며 현대사회에 있어서의 사회운동 내지는 소비양태·유행·여론 같은 사회심리현상을 분석하는 데 있어 빠질 수 없는 중요한 개념이 되어 있다.

## 소속집단과 준거집단 간 비교
준거집단과 소속집단은 동일할 수도 있고 별개일 수도 있다. 준거집단은 개인이 그 성원으로서 직접 참가하지 않아도 존재할 수 있는 집단인데 현대사회에서는 오히려 이런 집단 쪽이 많다. 그리고 소속집단과 준거집단이 동일할 때 이 집단은 개인에게서 있어 가장 매력이 있는 집단이 된다. 현대사회에서는 소속집단과 준거집단이 합치되기보다는 분리되는 경향이 강한데 사회심리학자 세리프(Sherif)는 그 이유를 다음과 같이 설명하고 있다.
첫째, 사회집단마다 가치체계가 다르고, 게다가 사람들은 몇 개의 사회집단과 관계를 맺지 않으면 생활할 수가 없게 되었다. 이는 필연코 사람들의 의식 속에 가치판단의 혼란을 가져와 그 결과 자신의 소속 여부와는 관계 없이 안정된 가치체계를 가진 집단에서 판단의 근거를 얻으려는 경향이 강해졌다.
둘째, 현대사회에서는 신분상의 제약이 원천적으로 존재하지 않으며 계층을 뛰어넘는 자유가 인정되고 있다. 따라서 사람들은 현재의 생활상태에만 각기의 동기와 행동을 한정시킬 필요가 없이 보다 높은 계층의 생활상태에서 그 생활태도의 기준을 구하게 되었다. 이런 경우에도 소속집단과 준거집단은 분리된다고 말할 수 있다.

## 같이 보기
- 팬덤
- 공동사회와 이익사회
- 집단역학
- 사회 집단
- 사회 연결망